# Maisa Fathuhulla Ismail
Maisa Fathuhulla Ismail (* 1. Juni 1999) ist eine maledivische Badmintonspielerin. 

## Karriere
Maisa Ismail startete 2013 bei den Asian Youth Games sowie 2014 bei den Commonwealth Games und bei den Asienspielen. Bei den Asienspielen belegte sie jeweils Rang 17 im Dameneinzel und im Mixed. Bei den Commonwealth Games 2014 wurde sie 33. im Einzel.